# Lista zabytków w Moście
To jest lista zabytków w miejscowości Mosta na Malcie, które są umieszczone na liście National Inventory of the Cultural Property of the Maltese Islands.

## Lista
| Nazwa zabytku           | Lokalizacja | Współrzędne                                   | Nr na liście NICPMI | Zdjęcie |
| ----------------------- | ----------- | --------------------------------------------- | ------------------- | ------- |
| Rzymska willa Tal-Bidni | Bidnija     | 35°55′33,4″N 14°24′22,7″E/35,925946 14,406317 | 00013               |         |